# Homura Akemi
Homura Akemi (jap. 暁美 ほむら, Hepburn: Akemi Homura) jest to postać fikcyjna i jedna z dwóch głównych bohaterek serialu anime z 2011 roku Puella Magi Madoka Magica. Tajemnicza magiczna dziewczyna, która po raz pierwszy pojawia się jako wizja w jednym z koszmarów Madoki Kaname, Homura stara się powstrzymać Madokę przed zawarciem umowy z posłańcem magii, Kyubeyem. W miarę rozwoju historii okazuje się, że Homura jest podróżniczką w czasie i widziała niezliczoną ilość śmierci Madoki za każdym razem, gdy Kaname zawiera kontrakt z Kyubeyem.
Scenarzysta Gen Urobuchi stworzył postać Homury, aby kontrastowała ona z tytułową postacią serialu, Madoką Kaname. Rozwinął jej rolę jako tajemniczej postaci, która w miarę rozwoju serialu wyjawi prawdę o losie czarodziejek. Urobuchi rozwinął postać Homury w Rebellion, mówiąc że film opowiada o rozwoju Homury i jej zmaganiu z konfliktem wewnętrznym. Ume Aoki, która zaprojektowała postać Homury chciała wyrazić jej mroczne piękno przez jej projekt. Jej głos podkłada w wersji japońskiej Chiwa Saitō, a w wersji angielskiej Cristina Vee.
Homura Akemi spotkała się z niezwykle pozytywnym przyjęciem przez krytyków, którzy chwalili jej głębię i złożoność, a także jej relację z Madoką. Jej historia ujawniona w odcinku 10 również została pozytywnie oceniona. Rola Homury w Rebellion zyskała również uznanie krytyków, którym spodobało się skupienie się na jej postaci oraz jej rozwoju.

## Występy

### W Puella Magi Madoka Magica
Homura Akemi pojawia się po raz pierwszy w jednym z koszmarów Madoki Kaname. Przenosi się do nowej szkoły następnego dnia. Homura ma długie, jedwabiste, kruczoczarne włosy i płaskie fioletowe oczy, i jest uważana za atrakcyjną osobę przez kolegów z klasy. Jest dobra zarówno w nauce jak i w sporcie, co sprawia, że od razu zyskuje popularność wśród innych uczniów, mimo swojego chłodnego zachowania. Kiedy Madoka i jej przyjaciółka Sayaka Miki nawiązują kontakt z czarodziejką o imieniu Mami Tomoe oraz z pozaziemską istotą - Kyubeyem. Okazuje się, że Homura również jest czarodziejką i głęboko nienawidzi Kyubeya.
Homura jest podróżniczką w czasie; pierwotnie była nieśmiałą, wstydliwą uczennicą z niską samooceną, cierpiała na chorobę serca i nie miała żadnych przyjaciół. Dziewczyna zaprzyjaźnia się z Madoką. Madoka i Mami ujawniają, że są czarodziejkami i ratują Homurę przed wiedźmą. Mami ginie w walce z szalejącą wiedźmą o imieniu Walpurgisnacht, Madoka poświęca swoje życie, aby ją powstrzymać. Homura, przytłoczona żalem i bezsilnością, podpisuje kontrakt z Kyubeyem, aby stać się osobą, która mogłaby chronić Madokę, tak jak Madoka chroniła ją. Jej życzeniem jest powrót do pierwszego spotkania z Madoką, w wtyniku czego Homura otrzymuje moc, dzięki której może w pewnym stopniu manipulować czasem.
Jej magiczną bronią jest tarcza pozwalająca na zatrzymywanie czasu. Jednakże moc ta staje się bezużyteczna, jeżeli Homura jest unieruchomiona, ponieważ nie może obrócić tarczy, aby ją aktywować. Może też używać tarczy do blokowania pocisków i przechowywania nieograniczonej liczby broni, jaką nosi przy sobie. Ponieważ jej tarcza i magia nie mają zdolności ofensywnych, atakuje ona używając skradzionej broni palnej i domowej roboty materiałów wybuchowych, podczas gdy czas jest zatrzymany. Żadna z czarodziejek tak naprawdę nie wie, jaką broń posiada Homura, ponieważ używa jej tylko wtedy, gdy czas jest zatrzymany.
Uwikłana w paradoks predestynacji, wielokrotnie próbuje zapobiec śmierci Madoki lub zawiązaniu kontraktu między Madoką a Kyubeyem, lecz za każdym razem nie udaje jej się jej uratować. Po każdym zresetowaniu osi czasu Homura zawsze wraca do pokoju szpitalnego, w którym wcześniej mieszkała. Po wielu niepowodzeniach zaczyna się zmieniać, staje się chłodniejsza i dystansuje się od otaczających ją ludzi. Kiedy Madoka wypowiada swoje życzenie i staje się konceptem zwanym „Prawem Cykli” (円環の理, Enkan no Kotowari), które objawia się wszystkim czarodziejkom chwilę przed tym, jak przemienią się w wiedźmę, Madoka ratuje je, zabierając do raju. Madoka tworzy nową rzeczywistość, w której Homura jest jedyną osobą, która ją pamięta. Homura kontynuuje walkę w nowym świecie z istotami zwanymi widmami, mimo że wierzy, że świat jest nieodwracalnie pełen tragedii.

### W Puella Magi Madoka Magica: Rebellion
W Puella Magi Madoka Magica: Rebellion Homura walczy wraz z innymi czarodziejkami z nowymi potworami zwanymi „Koszmarami” (ナイトメア, Naitomea). Z czasem zaczyna jednak dostrzegać nieprawidłowości w swoich wspomnieniach i rozpoczyna śledztwo. Odkrywa, że miasto Mitakihara to wyidealizowany świat stworzony przez jej podświadomość, podczas gdy jest ona o krok od zostania wiedźmą oraz jest poddawana eksperymentom przez Kyubeya, który chce obserwować „Ultimate Madokę” (アルティメット・まどか, Arutimetto Madoka).
Homura postanawia przemienić się w wiedźmę bez przewodnictwa Ostatecznej Madoki, aby zniweczyć plan Kyubeya. Gdy Ostateczna Madoka pojawia się, by zabrać Homurę do nieba, ta zaczyna przejmować nad nią kontrolę i staje się Demoniczną Homurą (悪魔ほむら, Akuma Homura), oddzielając ją od jej formy czarodziejki, pieczętując jej moce oraz przepisując rzeczywistość. Udaje jej się też zniewolić rasę Inkubatorów. W przeciwieństwie do Ultimate Madoki, która po przepisaniu rzeczywistości przestała istnieć fizycznie, Demoniczna Homura może przybrać ludzką formę w nowym świecie, mimo, że nie jest już czarodziejką. Jej moce zostały zapieczętowane w kolczyku. Mimo że Homura określa siebie mianem diabła, Madoka, Sayaka, Kyoko, Mami oraz Nagisa otrzymują nowe, szczęśliwe życia w nowo powstałym świecie.

## Wpływ na Kulturę

### Popularność
Homura jest bardzo popularna w Japonii. W 2011 roku zdobyła pierwszą nagrodę Newtype Anime Awards dla najlepszej postaci kobiecej. Podczas 3. i 4. nagrody anime Newtype w 2013 i 2014 roku została uznana za czwartą najlepszą postać kobiecą. Homura zdobyła 34. nagrodę Animage Grand Prix Editors Choice dla najlepszej kobiecej postaci Animage w 2011 roku. Japońska aktorka głosowa Sumire Uesaka przebrała się za Homurę na Comiket 85. Użytkownicy serwisu BIGLOBE wybrali Homurę najpopularniejszą czarnowłosą bohaterką 2013 roku. W innej ankiecie BIGLOBE Homura zajął pierwsze miejsce w kategorii dziewczyny z anime, która przyciąga najbardziej zdesperowanych fanów. W 2014 roku klienci Nippon Telegraph and Telephone (NTT) uznali Homurę za piątą ulubioną czarnowłosą postać z anime. Homura jest także jedną z najpopularniejszych bohaterek SHAFT; zajęła drugie miejsce w „Top 10 Bohaterek Shaft w 2016 roku, trzy lata po swoim debiucie w The Rebellion Story.
Ankieta przeprowadzona przez NHK również wykazała, że Homura jest jedną z najlepszych bohaterek, zdobywając 14% głosów. Ponadto w ankiecie przeprowadzonej przez Charapedia w 2016 r. Homura zajęła pierwsze miejsce w kategorii najbardziej przyciągających przeniesionych uczniów. W innej ankiecie Charapedii Homura zajęła drugie miejsce w kategorii najbardziej czarującej magicznej dziewczyny, a autor strony stwierdził, że Homura jest „zdecydowanie jedną z reprezentatywnych postaci magicznych dziewcząt w japońskiej animacji". W ankiecie Anime News Network — Który złoczyńca z anime najbardziej zasługuje na odkupienie — Homura zajęła szóste miejsce za swoją rolę w Rebellion, z czterema procentami głosów. W japońskim programie telewizyjnym z sierpnia 2017 roku Homura została uznana za 19. najwspanialszą bohaterkę ery Heisei. W 2019 roku GooRanking uznał Homurę za najlepszą bohaterkę anime z ery Heisei. W ankiecie Ani Trending News z 2020 Homura została wybrana najlepszą kobiecą postacią anime sezonu zima 2011 i trzecią najlepszą kobiecą postacią roku (2011). W tym samym roku Homura została również wybrana trzecią najlepszą magiczną dziewczyną w ankiecie przeprowadzonej przez Anime! Anime!. Zarówno Homura, jak i Madoka zostały wspomniane w serialu HBO Euforia.

### Odbiór krytyczny
Postać Homury została w bardzo pozytywnie przyjęta. Jej historia ujawniona w odcinku 10 była bardzo chwalona ze względu na sposób, w jaki przedstawia jej ból i zmagania, a także wyjaśnia jej zimną osobowość; wielu krytyków stwierdziło również, że jest to najlepszy odcinek serialu. Krytycy pochwalili także złożoność i tragiczność postaci i postrzegają Homurę jako postać, której można współczuć. Zac Bertschy z Anime News Network opisał Homurę jako „najważniejszą” postać serialu, podczas gdy Dan Barnett z UK Anime Network uznał ją za bohaterkę tragiczną historii. Ryotaro Aoki z Otaku USA również scharakteryzował ją jako „stoicką, szukającą sprawiedliwości, prawą” postać. Recenzent THEM Anime Reviews, Jacob Churosh, powiedział, że „maska chłodnej powściągliwości i brutalnej obojętności Homury rozpada się w spektakularny sposób […], gdy badamy głębię jej historii i zaczynamy odkrywać, jakie tragedie spowodowały, że Homura w ogóle założyła taką maskę”. Richard Eisenbeis z Kotaku powiedział, że po ponownym obejrzeniu serialu „wszystkie zwroty akcji i motywacje postaci [...] stają się prawie nową historią - nie o Madoce, ale o Homurze”. Dodał, że „na tę historię można spojrzeć w taki sposób, że Homura jest jedyną rozsądną osobą w nierozsądnym świecie” i zauważył, że „wiele jej dialogów ma podwójne znaczenie, które można docenić po ponownym obejrzeniu. Hideakiemu Anno spodobała się historia Homury i sposób, w jaki bohaterka została przedstawiona. Japońska krytyk Minori Ishida nazwała Homurę jedną z „najbardziej złożonych” i „fascynujących” postaci w anime. Pochwalono także jej poświęcenie dla Madoki oraz tragiczny relację bohaterek.